# Медулия
Медулия (на латински: Medullia) е латински град в древен Лацио, Италия.
Медулия е добре укрепен и има силен гарнизон. Римският цар Анк Марций побеждава града и се завръща в Рим с голяма плячка.